# Guzówka (powiat lubelski)
Guzówka – wieś w Polsce położona w województwie lubelskim, w powiecie lubelskim, w gminie Wysokie.
W latach 1954–1959 wieś należała i była siedzibą władz gromady Guzówka, po jej zniesieniu w gromadzie Wysokie. W latach 1975–1998 miejscowość należała administracyjnie do województwa zamojskiego.
Wieś stanowi sołectwo gminy Wysokie. Według Narodowego Spisu Powszechnego z roku 2011 wieś liczyła 175 mieszkańców.

## Historia
Guzówka, wieś i folwark w powiecie krasnostawskim, gminie Wysokie, parafia Turobin. W 1827 roku było tu 10 domów i 125 mieszkańców. W roku 1881 wieś liczyła 14 osad włościańskich i 349 mórg ziemi włościańskiej. Folwark należy w tym czasie do ordynacji Zamojskich, posiadał 90 mórg rozległości.